# Louis Néel
Louis Eugène Félix Néel ForMemRS (22. november 1904 – 17. november 2000) var en fransk fysiker fra Lyon. Han modtog nobelprisen i fysik i 1970 sammen med Hannes Alfvén for sit arbejde med magnetiske egenskaber i faste stoffer.